# Braadworst

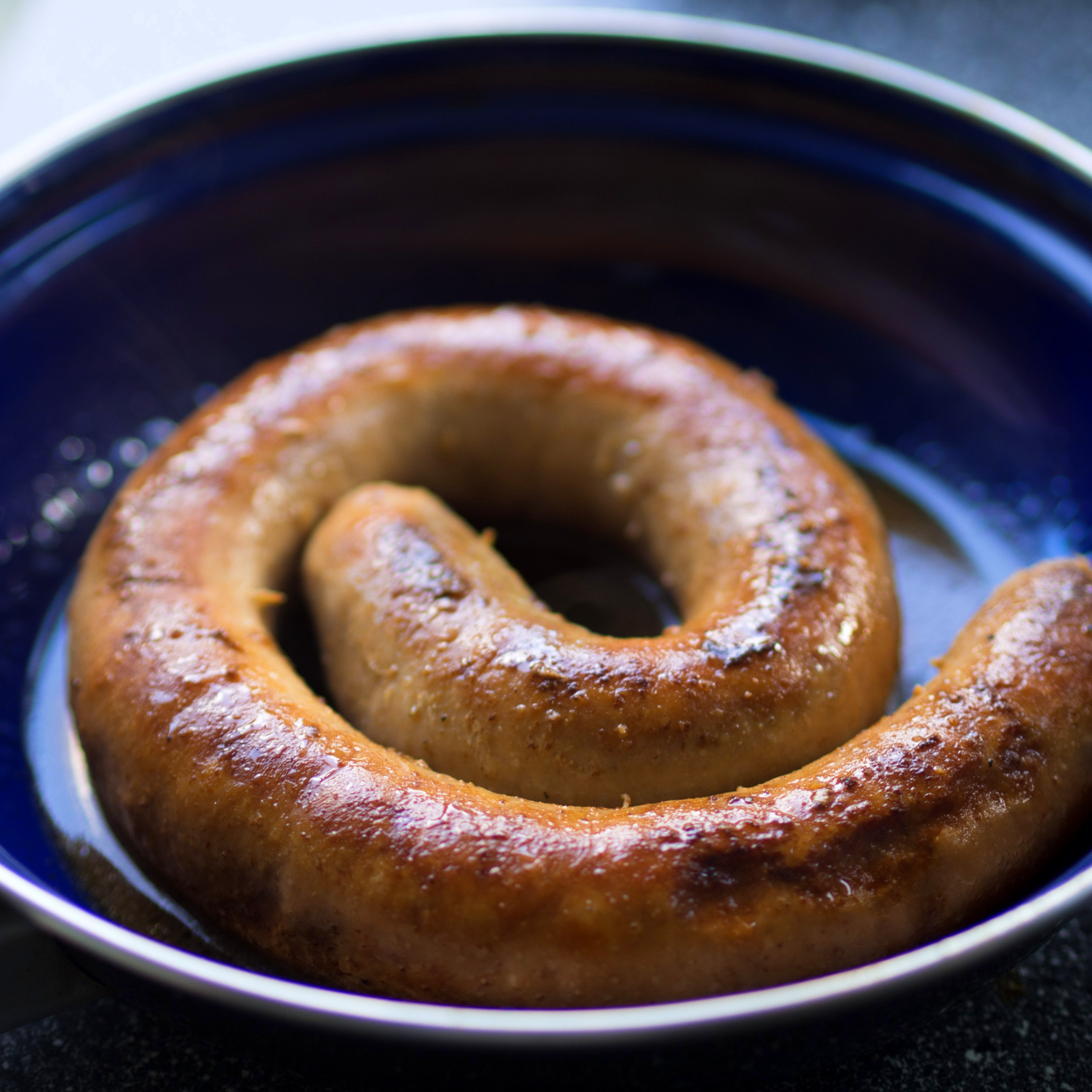
Nederlandse braadworst in een pan

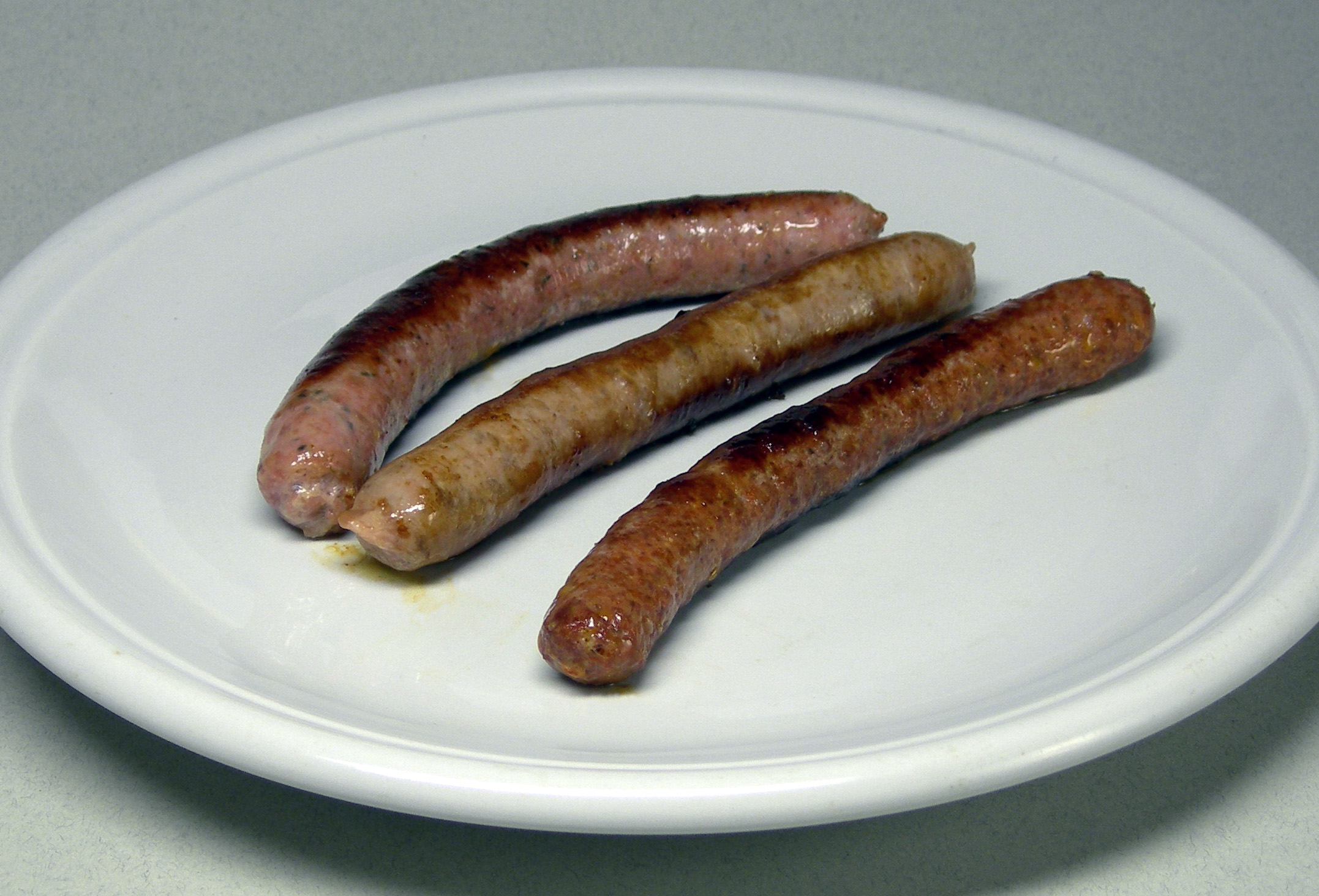
Een braadworst uit de Franse (links, eend), Italiaanse (midden, varken) en Marokkaanse (rechts, lam) keuken

Een braadworst (Duits: Bratwurst) is een soort worst gemaakt van varkens-, rund- of kalfsvlees. Een braadworst is geschikt om in een pan te braden of op een barbecue te grillen. Braadworsten worden opgestopt in schoongemaakte dierlijke darmen, onder meer van varkens en schapen. Braadworst is nauw verwant met verse worst en saucijs, die alleen van vorm verschillen.
Op Neurenburger braadworst, waarvan er jaarlijks een miljard stuks wordt geproduceerd, is Europese regelgeving van kracht die vereist dat een braadworst ten hoogste 25 gram weegt en tussen de zeven en negen centimeter lang is. Ook schrijft deze regelgeving voor dat schapendarmen worden gebruikt.
De economische en politieke sancties tegen Iran aan het begin van de jaren 2010 waren van invloed op de prijs van de braadworst. Hierdoor daalde namelijk de levensstandaard in het land en daarmee het aantal geslachte schapen, met als gevolg dat de prijs van schapendarmen in 18 maanden tijd steeg van € 6,30 naar € 17,20 voor 90 meter schapendarm, genoeg voor 1.000 worsten.
Bij de bereiding in de pan wordt een braadworst dichtgeschroeid in boter en daarna circa 15 minuten gebraden. Vooraf aan de bereiding op de barbecue wordt een braadworst eerst half gaar gekookt.
Er bestaan ook vegetarische braadworsten.